# ريك ومورتي (الموسم الثامن)
تم عرض الموسم الثامن من المسلسل التلفزيوني الأمريكي المتحرك للبالغين ريك ومورتي لأول مرة في 25 مايو 2025 وانتهى في 27 يوليو 2025. وكان يتكون من عشر حلقات.

## روابط خارجية
- قائمة حلقات [http://www.imdb.com/title/tt2861424

/episodes ريك ومورتي (الموسم الثامن) ] على قاعدة بيانات الأفلام على الإنترنت
قالب:Rick and Morty seasons